# China nos Jogos Olímpicos
A República Popular da China competiu pela primeira vez nos Jogos Olímpicos em 1952, nos Jogos de Verão de Helsinque, embora tenham chegado a tempo para competir em apenas um evento. Naquele ano, o COI permitiu que tanto a China como a República da China (que recentemente mudou de nome para Taiwan) competissem após a Guerra Civil Chinesa, embora o segundo tenha desistido de participar em protesto.Devido à disputa sobre o status político da China, a República Popular da China não participou das Olimpíadas novamente até os Jogos Olímpicos de Inverno de 1980, em Lake Placid. Sua primeira aparição nos Jogos Olímpicos de Verão após 1952 foi nos Jogos Olímpicos de Verão de 1984 em Los Angeles.
O Comitê Olímpico Chinês, em sua forma atual, foi reconhecido em 1979. Antes da Guerra Civil Chinesa, atletas representaram a República da China nas Olimpíadas. A República da China continuou a competir nos Jogos de 1952 a 1976, mas apenas representando atletas da ilha de Taiwan (embora os membros do time de futebol de 1960 fossem em sua maioria de Hong Kong). A disputa sobre o uso do nome China resultou no boicote completo da RPC aos Jogos durante esses anos. Em 1979, o Comitê Olímpico Internacional enviou uma resolução para que o time da República da China fosse designado por Taipé Chinês, e isso permitiu que finalmente a China pudesse entrar no movimento olímpico.
Hong Kong tem um Comitê Olímpico Nacional distinto desde 1950 e competiu nos Jogos desde 1952.  Após o retorno do controle do território à China, a Região Administrativa Especial de Hong Kong foi criada em 1997, permitindo que a região continuasse a competir independentemente do resto da nação sob o nome de Hong Kong, China.

## Jogos de Verão

### Quadro de medalhas
| Edição                  | Nº de atletas | Medalha de ouro | Medalha de prata | Medalha de bronze | Total de medalhas | Posição |
| ----------------------- | ------------- | --------------- | ---------------- | ----------------- | ----------------- | ------- |
| 1952 Helsinque          | 1             | 0               | 0                | 0                 | 0                 | —       |
| 1984 Los Angeles        | 216           | 15              | 8                | 9                 | 32                | 4       |
| 1988 Seul               | 273           | 5               | 11               | 12                | 28                | 11      |
| 1992 Barcelona          | 244           | 16              | 22               | 16                | 54                | 4       |
| 1996 Atlanta            | 294           | 16              | 22               | 12                | 50                | 4       |
| 2000 Sydney             | 271           | 28              | 16               | 15                | 59                | 3       |
| 2004 Atenas             | 384           | 32              | 17               | 14                | 63                | 2       |
| 2008 Pequim (país-sede) | 639           | 51              | 21               | 28                | 100               | 1       |
| 2012 Londres            | 396           | 38              | 31               | 22                | 91                | 2       |
| 2016 Rio de Janeiro     | 412           | 26              | 18               | 26                | 70                | 3       |
| 2020 Tóquio             | 414           | 38              | 32               | 18                | 88                | 2       |
| 2024 Paris              |               |                 |                  |                   |                   | -       |
| 2028 Los Angeles        |               |                 |                  |                   |                   | -       |
| Total                   | 3544          | 224             | 167              | 155               | 546               |         |

### Medalhas por esporte
| Esporte            | Medalha de ouro | Medalha de prata | Medalha de bronze | Total de medalhas | Posição |
| ------------------ | --------------- | ---------------- | ----------------- | ----------------- | ------- |
| Saltos ornamentais | 47              | 24               | 10                | 81                |         |
| Halterofilismo     | 36              | 18               | 8                 | 62                |         |
| Ginástica          | 33              | 26               | 25                | 84                |         |
| Tênis de mesa      | 32              | 20               | 8                 | 60                | 1       |
| Tiro               | 26              | 16               | 25                | 67                |         |
| Badminton          | 20              | 12               | 15                | 47                | 1       |
| Natação            | 16              | 21               | 12                | 49                |         |
| Atletismo          | 10              | 12               | 15                | 37                |         |
| Judô               | 8               | 3                | 11                | 22                | 4       |
| Taekwondo          | 7               | 1                | 3                 | 11                |         |
| Esgrima            | 5               | 7                | 3                 | 15                |         |
| Boxe               | 3               | 5                | 6                 | 14                |         |
| Vela               | 3               | 3                | 2                 | 8                 |         |
| Canoagem           | 3               | 2                | 0                 | 5                 |         |
| Voleibol           | 3               | 1                | 2                 | 6                 |         |
| Lutas              | 2               | 5                | 8                 | 15                |         |
| Remo               | 2               | 4                | 6                 | 12                |         |
| Ciclismo           | 2               | 3                | 3                 | 8                 |         |
| Tiro com arco      | 1               | 6                | 2                 | 9                 | 4       |
| Tênis              | 1               | 0                | 1                 | 2                 | 13      |
| Natação artística  | 0               | 5                | 2                 | 7                 |         |
| Basquetebol        | 0               | 1                | 1                 | 2                 | 11      |
| Caratê             | 0               | 1                | 1                 | 2                 |         |
| Voleibol de praia  | 0               | 1                | 1                 | 2                 |         |
| Hóquei sobre grama | 0               | 1                | 0                 | 1                 | 14      |
| Pentatlo moderno   | 0               | 1                | 0                 | 1                 | 18      |
| Futebol            | 0               | 1                | 0                 | 1                 | 28      |
| Softbol            | 0               | 1                | 0                 | 1                 | 4       |
| Basquetebol 3x3    | 0               | 0                | 1                 | 1                 |         |
| Golfe              | 0               | 0                | 1                 | 1                 | 7       |
| Handebol           | 0               | 0                | 1                 | 1                 | 20      |
| Escalada esportiva | 0               | 0                | 0                 | 0                 | —       |
| Hipismo            | 0               | 0                | 0                 | 0                 | —       |
| Polo aquático      | 0               | 0                | 0                 | 0                 | —       |
| Rugby              | 0               | 0                | 0                 | 0                 | —       |
| Skate              | 0               | 0                | 0                 | 0                 | —       |
| Surfe              | 0               | 0                | 0                 | 0                 | —       |
| Triatlo            | 0               | 0                | 0                 | 0                 | —       |
| Total              | 262             | 199              | 173               | 634               |         |

### Marcas históricas
- Primeira medalha: Xu Haifeng, 1984
- Primeira medalha de ouro: Xu Haifeng, 1984
- Mais medalhas:
  - Li Ning, 1984 (6 — 3 de ouro, 2 de prata e uma de bronze)
  - Guo Jingjing, 2000–2008 (6 — 4 de ouro e 2 de prata)
- Mais medalhas de ouro:
  - Guo Jingjing, 2004–2008 (4)
  - Fu Mingxia, 1992–2000 (4)
  - Wang Nan, 2000–2008 (4)
  - Li Xiaopeng, 2000–2008 (4)
  - Deng Yaping, 1992–1996 (4)
  - Zhang Yining, 2004–2008 (4)

## Jogos de Inverno

### Quadro de medalhas
| Edição                  | Medalha de ouro | Medalha de prata | Medalha de bronze | Total de medalhas | Posição |
| ----------------------- | --------------- | ---------------- | ----------------- | ----------------- | ------- |
| 1980 Lake Placid        | 0               | 0                | 0                 | 0                 | —       |
| 1984 Sarajevo           | 0               | 0                | 0                 | 0                 | —       |
| 1988 Calgary            | 0               | 0                | 0                 | 0                 | —       |
| 1992 Albertville        | 0               | 3                | 0                 | 3                 | 15      |
| 1994 Lillehammer        | 0               | 1                | 2                 | 3                 | 19      |
| 1998 Nagano             | 0               | 6                | 2                 | 8                 | 16      |
| 2002 Salt Lake City     | 2               | 2                | 4                 | 8                 | 13      |
| 2006 Turim              | 2               | 4                | 5                 | 11                | 14      |
| 2010 Vancouver          | 5               | 2                | 4                 | 11                | 7       |
| 2014 Sóchi              | 3               | 4                | 2                 | 9                 | 12      |
| 2018 Pyeongchang        | 1               | 6                | 2                 | 9                 | 16      |
| 2022 Pequim (país-sede) |                 |                  |                   |                   | -       |
| Total                   | 13              | 28               | 21                | 62                |         |

### Medalhas por esporte
| Esporte                                | Medalha de ouro | Medalha de prata | Medalha de bronze | Total de medalhas | Posição |
| -------------------------------------- | --------------- | ---------------- | ----------------- | ----------------- | ------- |
| Patinação de velocidade em pista curta | 10              | 15               | 8                 | 33                | 2       |
| Esqui estilo livre                     | 1               | 6                | 4                 | 11                | 8       |
| Patinação de velocidade                | 1               | 3                | 4                 | 8                 | 16      |
| Patinação artística                    | 1               | 3                | 4                 | 8                 | 14      |
| Snowboard                              | 0               | 1                | 0                 | 1                 | 16      |
| Curling                                | 0               | 0                | 1                 | 1                 | 10      |
| Total                                  | 13              | 28               | 21                | 62                |         |

### Marcas históricas
- Primeira medalha: Ye Qiaobo, 1992[7]
- Primeira medalha de ouro: Yang Yang (A), 2002
- Mais medalhas:
  - Wang Meng, 2006–2010 (6 — 4 de ouro, 1 de prata, 1 de bronze)
  - Yang Yang (A), 1998–2006 (5 — 2 de ouro, 2 de prata, 1 de bronze)
  - Yang Yang (S), 1998–2002 (5 — 4 de prata, 1 de bronze)
- Mais medalhas de ouro:
  - Wang Meng, 2006–2010 (4)
- Mais medalhas de ouro em uma edição:
  - Wang Meng, 2010 (3)

## Jogos da Juventude

### Quadro de medalhas

#### Jogos de Verão
| Edição                   | Medalha de ouro | Medalha de prata | Medalha de bronze | Total de medalhas | Posição |
| ------------------------ | --------------- | ---------------- | ----------------- | ----------------- | ------- |
| 2010 Singapura           | 30              | 16               | 5                 | 51                | 1       |
| 2014 Nanquim (país-sede) | 38              | 13               | 14                | 65                | 1       |
| 2018 Buenos Aires        | 18              | 9                | 9                 | 36                | 2       |
| Total                    | 86              | 38               | 28                | 152               |         |

#### Jogos de Inverno
| Edição           | Medalha de ouro | Medalha de prata | Medalha de bronze | Total de medalhas | Posição |
| ---------------- | --------------- | ---------------- | ----------------- | ----------------- | ------- |
| 2012 Innsbruck   | 7               | 4                | 4                 | 15                | 2       |
| 2016 Lillehammer | 3               | 5                | 2                 | 10                | 7       |
| 2020 Lausanne    | 3               | 3                | 4                 | 10                | 9       |
| Edição           | Medalha de ouro | Medalha de prata | Medalha de bronze | Total de medalhas | Posição |
| Total            | 13              | 12               | 10                | 35                |         |

### Medalhas por esporte de verão
| Esporte               | Medalha de ouro | Medalha de prata | Medalha de bronze | Total de medalhas | Posição |
| --------------------- | --------------- | ---------------- | ----------------- | ----------------- | ------- |
| Natação               | 24              | 11               | 5                 | 40                |         |
| Atletismo             | 11              | 5                | 3                 | 19                |         |
| Ginástica             | 10              | 7                | 6                 | 23                |         |
| Saltos ornamentais    | 10              | 1                | 0                 | 11                |         |
| Tênis de mesa         | 7               | 0                | 0                 | 7                 |         |
| Halterofilismo        | 4               | 2                | 0                 | 6                 |         |
| Badminton             | 3               | 3                | 0                 | 6                 |         |
| Tênis                 | 2               | 1                | 1                 | 4                 |         |
| Tiro                  | 2               | 1                | 0                 | 3                 |         |
| Taekwondo             | 2               | 0                | 6                 | 8                 |         |
| Tiro com arco         | 2               | 0                | 0                 | 2                 |         |
| Canoagem              | 1               | 3                | 1                 | 5                 |         |
| Lutas                 | 1               | 2                | 0                 | 3                 |         |
| Boxe                  | 1               | 1                | 0                 | 2                 |         |
| Esgrima               | 1               | 0                | 2                 | 3                 |         |
| Basquetebol           | 1               | 0                | 1                 | 2                 |         |
| Hóquei sobre a grama  | 1               | 0                | 1                 | 2                 |         |
| Futebol               | 1               | 0                | 0                 | 1                 |         |
| Pentatlo moderno      | 1               | 0                | 0                 | 1                 |         |
| Vela                  | 1               | 0                | 0                 | 1                 |         |
| Remo                  | 0               | 1                | 0                 | 1                 |         |
| Judo                  | 0               | 0                | 1                 | 1                 |         |
| Rugby                 | 0               | 0                | 1                 | 1                 |         |
| Breaking              | 0               | 0                | 0                 | 0                 | —       |
| Ciclismo              | 0               | 0                | 0                 | 0                 | —       |
| Escalada esportiva    | 0               | 0                | 0                 | 0                 | —       |
| Futsal                | 0               | 0                | 0                 | 0                 | —       |
| Golfe                 | 0               | 0                | 0                 | 0                 | —       |
| Handebol de praia     | 0               | 0                | 0                 | 0                 | —       |
| Hipismo               | 0               | 0                | 0                 | 0                 | —       |
| Patinação sobre rodas | 0               | 0                | 0                 | 0                 | —       |
| Triatlo               | 0               | 0                | 0                 | 0                 | —       |
| Voleibol de praia     | 0               | 0                | 0                 | 0                 | —       |
| Total                 | 86              | 38               | 28                | 152               |         |

### Medalhas por esporte de inverno
| Esporte                                | Medalha de ouro | Medalha de prata | Medalha de bronze | Total de medalhas | Posição |
| -------------------------------------- | --------------- | ---------------- | ----------------- | ----------------- | ------- |
| Patinação de velocidade                | 6               | 6                | 3                 | 15                |         |
| Esqui estilo livre                     | 2               | 2                | 0                 | 4                 |         |
| Patinação artística                    | 2               | 0                | 1                 | 3                 |         |
| Biatlo                                 | 2               | 0                | 1                 | 3                 |         |
| Patinação de velocidade em pista curta | 1               | 3                | 5                 | 9                 |         |
| Esqui cross-country                    | 0               | 1                | 0                 | 1                 |         |
| Total                                  | 13              | 12               | 10                | 35                |         |

## Porta-bandeiras

### Jogos de Verão
| Jogos            | Atleta      | Esporte     |
| ---------------- | ----------- | ----------- |
| 1984 Los Angeles | Wang Libin  | Basquetebol |
| 1988 Seul        | Song Tao    | Basquetebol |
| 1992 Barcelona   | Song Ligang | Basquetebol |
| 1996 Atlanta     | Liu Yudong  | Basquetebol |
| 2000 Sydney      | Liu Yudong  | Basquetebol |
| 2004 Atenas      | Yao Ming    | Basquetebol |
| 2008 Pequim      | Yao Ming    | Basquetebol |

### Jogos de Inverno
| Jogos               | Atleta        | Esporte                                |
| ------------------- | ------------- | -------------------------------------- |
| 1980 Lake Placid    | Zhao Weichang | Patinação de velocidade                |
| 1984 Sarajevo       | Zhao Jian     | Patinação de velocidade                |
| 1988 Calgary        | Zhang Shubin  | Patinação artística                    |
| 1992 Albertville    | Song Chen     | Patinação de velocidade                |
| 1994 Lillehammer    | Liu Yanfei    | Patinação de velocidade                |
| 1998 Nagano         | Zhao Hongbo   | Patinação artística                    |
| 2002 Salt Lake City | Zhang Min     | Patinação artística                    |
| 2006 Turim          | Yang Yang (A) | Patinação de velocidade em pista curta |
| 2010 Vancouver      | Han Xiaopeng  | Esqui estilo livre                     |